# 皮塔·哈宁泰亚斯·门塔里
皮塔·哈宁泰亚斯·门塔里（1999年7月1日—），印尼女子羽毛球運動員。她与里诺夫·里瓦尔迪曾贏得2017年世青賽混双冠军。

## 簡歷
2017年7月，皮塔·哈宁泰亚斯·门塔里代表印尼参加在本国日惹举办的世界青年羽毛球錦標賽，與里诺夫·里瓦尔迪合作赢得混双比賽冠军。
2018年3月，皮塔·哈宁泰亚斯·门塔里出戰越南羽毛球國際挑戰賽，在混双準决赛以1比2（20-22、21-11、16-21）不敌赛会4号种子、越南的杜俊德/范茹草。同年7月，她与里诺夫·里瓦尔迪出戰秋田羽毛球大師賽，在混双準决赛以1比2（17-21、21-19、15-21）不敌日本的權藤公平/栗原文音。同年8月，她分别与维尔尼·普特里以及里诺夫·里瓦尔迪出战越南羽毛球公開賽，在女双準决赛以0比2（19-21、19-21）不敌赛会6号种子、日本强档的松山奈未/志田千陽；而混双準决赛以1比2（16-21、21-12、12-21）不敌泰国强档的尼迪蓬·潘普佩克/沙威丽·阿米达拜。同年9月，她与里诺夫·里瓦尔迪出战印尼邦加勿里洞羽毛球大師賽，在混双决赛以2比0（21-19、21-18）击败了赛会4号种子、泰国强档的尼迪蓬·潘普佩克/沙威丽·阿米达拜，夺得其首个超級100賽混双冠军。

## 主要比賽成績
只列出曾進入準決賽的國際賽事成績：
| 年份   | 賽事                       | 公開賽級別 | 項目     | 拍檔                        | 成績   |
| ------ | -------------------------- | ---------- | -------- | --------------------------- | ------ |
| 2017年 | 世界青年羽毛球錦標賽       | 其他       | 混合雙打 | 里诺夫·里瓦尔迪             | 冠軍   |
| 2018年 | 越南羽毛球國際挑戰賽       | 國際挑戰賽 | 混合雙打 | 里诺夫·里瓦尔迪             | 準決賽 |
| 2018年 | 秋田羽毛球大師賽           | 超級100賽  | 混合雙打 | 里诺夫·里瓦尔迪             | 準決賽 |
| 2018年 | 越南羽毛球公開賽           | 超級100賽  | 女子雙打 | 维尔尼·普特里               | 準決賽 |
| 2018年 | 越南羽毛球公開賽           | 超級100賽  | 混合雙打 | 里诺夫·里瓦尔迪             | 準決賽 |
| 2018年 | 印尼邦加勿里洞羽毛球大師賽 | 超級100賽  | 混合雙打 | 里诺夫·里瓦尔迪             | 冠軍   |
| 2018年 | 印尼羽毛球國際挑戰賽       | 國際挑戰賽 | 混合雙打 | 耶烈米亚·埃里克·约舍·雅各布 | 準決賽 |
| 2018年 | 西德·莫迪羽毛球國際賽      | 超級300賽  | 混合雙打 | 里诺夫·里瓦尔迪             | 亞軍   |
| 2019年 | 瑞士羽毛球公開賽           | 超級300賽  | 混合雙打 | 里诺夫·里瓦尔迪             | 亞軍   |
| 2019年 | 韓國羽毛球公開賽           | 超級500賽  | 混合雙打 | 里诺夫·里瓦尔迪             | 準決賽 |
| 2019年 | 東南亞運動會羽球比賽       | 其他       | 女子團體 | －                          | 銀牌   |
| 2019年 | 東南亞運動會羽球比賽       | 其他       | 混合雙打 | 里諾夫·里瓦爾迪             | 銅牌   |
| 2021年 | 西班牙羽毛球大師賽         | 超級300賽  | 混合雙打 | 里諾夫·里瓦爾迪             | 冠軍   |
| 2021年 | 海洛羽毛球公開賽           | 超級500賽  | 混合雙打 | 里諾夫·里瓦爾迪             | 準決賽 |
| 2022年 | 韓國羽毛球公開賽           | 超級500賽  | 混合雙打 | 里諾夫·里瓦爾迪             | 準決賽 |
| 2022年 | 東南亞運動會羽毛球比賽     | 其他       | 女子團體 | －                          | 銀牌   |
| 2022年 | 東南亞運動會羽毛球比賽     | 其他       | 混合雙打 | 里諾夫·里瓦爾迪             | 銅牌   |
| 2022年 | 馬來西亞羽毛球大師賽       | 超級500賽  | 混合雙打 | 里諾夫·里瓦爾迪             | 亞軍   |
| 2022年 | 世界羽聯世界巡迴賽總決賽   | 總決賽     | 混合雙打 | 里諾夫·里瓦爾迪             | 準決賽 |
| 2024年 | 奧爾良羽毛球大師賽         | 超級300賽  | 混合雙打 | 里諾夫·里瓦爾迪             | 亞軍   |
| 2024年 | 西班牙馬德里羽毛球大師賽   | 超級300賽  | 混合雙打 | 里諾夫·里瓦爾迪             | 冠軍   |
| 2024年 | 泰國羽毛球公開賽           | 超級500賽  | 混合雙打 | 里諾夫·里瓦爾迪             | 準決賽 |
| 2024年 | 馬來西亞羽毛球大師賽       | 超級500賽  | 混合雙打 | 里諾夫·里瓦爾迪             | 亞軍   |

| 2007-2017年 | 首要超級賽 | 超級賽 | 黃金大獎賽 | 大獎賽 | 國際挑戰賽 | 國際系列賽 | 未來系列賽 | 其他 |

| 2018-2026年 | 總決賽 | 超級1000賽 | 超級750賽 | 超級500賽 | 超級300賽 | 超級100賽 | 國際挑戰賽 | 國際系列賽 | 未來系列賽 | 其他 |

### 奧運會和世錦賽參賽紀錄
|          | 搭檔            | 2021  | 2022 | 2023 | 2024       |
| -------- | --------------- | ----- | ---- | ---- | ---------- |
| 混合雙打 | 里诺夫·里瓦尔迪 | 32強1 | 16強 | 16強 | 小組第四名 |

1 賽前退賽